# San Carlo (Condofuri)
San Carlo è una frazione del comune di Condofuri.

## Posizione
Il piccolo paese si trova nel comune di Condofuri, sulla riva destra della fiumara Amendolea, a circa quattro kilometri dal Mar Jonio. Sorge lungo la strada provinciale che unisce la parte collinare del comune a quella che si trova sul mare.

## Storia
Una torre medievale a forma di tronco di piramide con i muri lievemente inclinati testimonia che il luogo era abitato già durante il Medioevo, anche se non molte sono le informazioni e le fonti scritte storiche a tal riguardo. Secondo un'antica leggenda, dalla torre partiva un cunicolo sotterraneo che la collegava al castello di Amendolea, in modo che, in caso di pericolo, la gente vi si potesse rifugiare.
Negli ultimi decenni, San Carlo si è molto ampliata ed oggi si estende lungo la strada che collega Condofuri a Condofuri Marina. Il lungo abitato è stato diviso in più parti: 
- Rossetta
- Lugarà
- Santa Lucia
- Gurni
- Passomasseria
- Rodì
- Mazzandrea
- Lutrò
- San Carlo
- San Carlo Vecchio